# Liste der Biografien/Willr
Liste der Biografien |
Portal Biografien |
Personensuche
# |
A |
B |
C |
D |
E |
F |
G |
H |
I |
J |
K |
L |
M |
N |
O |
P |
Q |
R |
S |
T |
U |
V |
W |
X |
Y |
Z |
?
 
Wa |
Wc |
Wd |
We |
Wh |
Wi |
Wj |
Wl |
Wn |
Wo |
Wr |
Ws |
Wt |
Wu |
Ww |
Wy |
Wz
 
Wia |
Wib |
Wic |
Wid |
Wie |
Wif |
Wig |
Wih |
Wii |
Wij |
Wik |
Wil |
Wim |
Win |
Wio |
Wip |
Wir |
Wis |
Wit |
Wiv |
Wiw |
Wix |
Wiz
 
Wila |
Wilb |
Wilc |
Wild |
Wile |
Wilf |
Wilg |
Wilh |
Wili |
Wilj |
Wilk |
Will |
Wilm |
Wiln |
Wilo |
Wilp |
Wilr |
Wils |
Wilt |
Wilu |
Wilw |
Wily |
Wilz
 
Willa |
Willb |
Willc |
Willd |
Wille |
Willf |
Willg |
Willh |
Willi |
Willj |
Willk |
Willm |
Willn |
Willo |
Willr |
Wills |
Willu |
Willv |
Willw |
Willy
Die Liste der Biografien führt alle Personen auf, die in der deutschsprachigen Wikipedia einen Artikel haben. Dieses ist eine Teilliste mit 10 Einträgen von Personen, deren Namen mit den Buchstaben „Willr“ beginnt.

## Willr

### Willre
- Willrett, Silke (* 1974), deutsche Bühnen- und Kostümbildnerin

### Willri
- Willrich, Erich (1875–1914), deutscher Kunsthistoriker und Sachbuchautor
- Willrich, Gebhard (1853–1925), deutsch-US-amerikanischer Politiker (Republikaner), Abgeordneter und Diplomat
- Willrich, Hugo (1867–1950), deutscher Althistoriker und Lehrer
- Willrich, Jean (* 1953), deutsch-US-amerikanischer Fußballspieler
- Willrich, Mason (* 1933), US-amerikanischer Sachbuchautor
- Willrich, Wolfgang (1897–1948), deutscher Künstler und Schriftsteller zur NS-ZeitWolfgang Willrich (1897–1948)

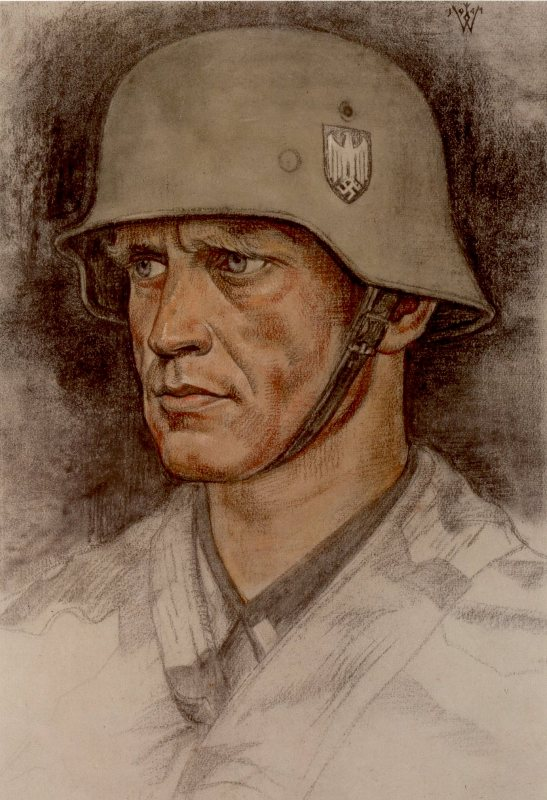
Wolfgang Willrich (1897–1948)

### Willro
- Willroider, Josef (1838–1915), österreichischer Maler
- Willroider, Ludwig (1845–1910), österreichischer Maler
- Willroth, Karl-Heinz (1948–2023), deutscher Prähistoriker